# Петлюра, Александр Васильевич
Александр Васильевич Петлюра (1888—1951) — полковник армии УНР. Участник  Первой мировой войны. Брат Симона Петлюры.

## Биография

### Происхождение
Александр был младшим братом Симона Петлюры, председателя Директории Украинской Народной Республики и Главного атамана УНР. Родился 29 августа 1888 года в Полтаве в семье мещан и был самым молодым из 12 детей Василия Петлюры и его жены Ольги. Отец владел небольшим извозчичьим предприятием, состоящим из пяти—шести пар лошадей, и так зарабатывал на содержание семьи, мать занималась домашним хозяйством и воспитанием детей.

### В Русской императорской армии
Окончил 4-хклассную Полтавскую духовную семинарию. В продолжение обучения в духовной заведении родителям Александра не хватало средств. С началом Первой мировой войны был мобилизован вольноопределяющимся до 34-го пехотного Севского полка. Служил в 436-й пешей дружине. В июле 1915 года окончил 3-ю Киевскую школу прапорщиков, служил помощником курсового офицера этой школы. Со 2 февраля 1916 года — младший офицер 27-го запасного пехотного полка, с 6 апреля 1917 года — 399-го пехотного Никопольского полка. Последнее звание в Русской императорской армии — подпоручик.

### УНР
С 29 июня 1917 года — командир сотни 1-го Украинского запасного казачьего полка (впоследствии — полк имени Дорошенко) войск Директории. С 15 ноября 1917 года — командир куреня Дорошенковского полка.
Когда в конце 1917 года в результате споров в Центральной Раде и Генеральном секретариате дошло до разногласий касательно целей (в основном по организации украинской армии и по отношению к центральным государствам), сторонник переговоров с государствами Антанты генеральный секретарь военных дел Симон Петлюра подал в отставку. Это непосредственно повлияло на карьеру Александра. Как брата оппозиционера, по приказу командующего I Украинского Корпуса генерала Павла Скоропадского его демобилизовали.
Несмотря на демобилизацию, Александр не отказался от военной службы и в январе 1918 года по приглашения брата, поехал в Слободскую Украину, где Симон начал организацию казачьих добровольческих отделов. 25 января 1918 года выехал в Шостку, где возглавлял тайную боевую повстанческую организацию. С таким отделом под конец января 1918 года отправился освобождать захваченный большевиками Киев. 10 марта 1918 года официально демобилизовался из армии.
12 апреля 1918 года стал правительственным комиссаром города и района Хорол на Полтавщине. Он недолго был на этой должности, поскольку 28 апреля 1918 года генерал Павел Скоропадский ликвидировал республику, призывая к монархической Гетманщине Украинского государства. Несмотря на критическое отношение к монархизму, Александр вернулся к военной службе. Гетман Скоропадский был одним из сторонников создания Вооружённых сил УНР, поэтому требовались офицерские кадры. В августе 1918 года Александра повысили до поручика. Но полностью возможности военной службы открылись перед ним после свержения гетмана Скоропадского и возвращения Украинской Народной Республики.
17 февраля 1919 года вновь был мобилизован, находился в резерве старшин штаба Действующей армии УНР. С 20 марта 1919 года — полковник (по должности) по поручениям штаба Правобережного фронта. С 1 апреля 1919 года — полковник (по должности) по поручениям штаба гуцульского Коша. С 20 мая 1919 года — старшина для связи штаба Действующей армии УНР в 16-м пешем отряде (впоследствии — 3-й дивизии, вскоре переименованной в Железную). 15 ноября 1919 года был командирован Главным атаманом УНР за границу. С января 1920 года — булавный старшина для поручений Главного атамана УНР. С 14 мая 1920 года — командир этапной куреня 3-й Железной стрелковой дивизии Армии УНР.
В октябре 1920 года после подписания Польшей мирных соглашений в Риге украинские войска решили самостоятельно продолжать борьбу. Александр Петлюра служил в составе главных сил (7-я и 9-я бригады) под командованием полковника Павла Шандрука. После поражения войск УНР вместе с III дивизией перешёл Збруч и стал интернированным в Польше.
С 1923 года находился в эмиграции в Польше. С 1928 года под фамилией «Хорольский» служил контрактным офицером польской армии в 1-м пехотном полку в Вильно. Последнее звание в польской армии — майор.
После вступления литовских войск в Вильно, в сентябре 1939 года, был интернирован в Литву. В 1940 году был освобождён из плена при невыясненных обстоятельствах.
В 1941—1944 годах вместе с Ефремом Скрыпником работал редактором газеты «Волынь», выходившей в Киеве.
В 1944 году выехал в Западную Европу, в 1950 году — в Канаду. Умер и похоронен в Торонто.